# Navarro (Gurabo)
Navarro es un barrio ubicado en el municipio de Gurabo en el estado libre asociado de Puerto Rico. En el Censo de 2010 tenía una población de 10561 habitantes y una densidad poblacional de 1.453,7 personas por km².

## Geografía
Navarro se encuentra ubicado en las coordenadas 18°13′36″N 65°59′57″O / 18.22667, -65.99917. Según la Oficina del Censo de los Estados Unidos, Navarro tiene una superficie total de 7.26 km², de la cual 7.2 km² corresponden a tierra firme y (0.89%) 0.06 km² es agua.

## Demografía
Según el censo de 2010, había 10561 personas residiendo en Navarro. La densidad de población era de 1.453,7 hab./km². De los 10561 habitantes, Navarro estaba compuesto por el 81.16% blancos, el 9.1% eran afroamericanos, el 0.27% eran amerindios, el 0.09% eran asiáticos, el 6.06% eran de otras razas y el 3.33% pertenecían a dos o más razas. Del total de la población el 98.98% eran hispanos o latinos de cualquier raza.